# Clásica de Almería 2025 (vrouwen)
De derde editie van de Clásica de Almería voor vrouwen vond plaats op 23 februari 2025. De wedstrijd startte in Almería en finishte ruim 133 kilometer later in  Roquetas de Mar. De wedstrijd was gecategoriseerd als categorie 1.1. De Nieuw-Zeelandse Ally Wollaston won de wedstrijd in een massasprint.

## Deelname
Er namen zes UCI World Tour-ploegen, elf UCI ProTeams en een UCI Continental team deel.
| WorldTour                                                                            | ProTeam                                                    | Continentaal                                                                        | Club                                                                                        |
| ------------------------------------------------------------------------------------ | ---------------------------------------------------------- | ----------------------------------------------------------------------------------- | ------------------------------------------------------------------------------------------- |
| CERATIZIT Pro Cycling Team FDJ-SUEZ Human Powered Health UAE Team ADQ Uno-X Mobility | Cofidis EF Education-Oatly Laboral Kutxa-Fundación Euskadi | Cynisca Cycling Eneicat-CMTeam Liv AlUla Jayco Women's Continental Team Coop-Repsol | Cantabria Deporte-Rio Miera Prolongo Al-Andalus Woman Team Farto-Kiroot UPV Women's Cycling |

## Uitslag
| Plaats  | Naam                | Ploeg                                    | Tijd     |
| ------- | ------------------- | ---------------------------------------- | -------- |
| Winnaar | Ally Wollaston      | FDJ-SUEZ                                 | 3u16'03" |
| 2       | Linda Zanetti       | Uno-X Mobility                           | z.t.     |
| 3       | Dominika Włodarczyk | UAE Team ADQ                             | z.t.     |
| 4       | Caroline Andersson  | Liv AlUla Jayco Women's Continental Team | z.t.     |
| 5       | Tereza Neumanova    | UAE Team ADQ                             | z.t.     |
| 6       | Arianna Fidanza     | Laboral Kutxa-Fundación Euskadi          | z.t.     |
| 7       | Letizia Borghesi    | EF Education-Oatly                       | z.t.     |
| 8       | Silvia Zanardi      | Human Powered Health                     | z.t.     |
| 9       | Catalina Anais Soto | Laboral Kutxa-Fundación Euskadi          | z.t.     |
| 10      | Anouska Koster      | Uno-X Mobility                           | z.t.     |
| 11      | India Grangier      | Team Coop-Repsol                         | z.t.     |
| 12      | Marte Berg Edseth   | Uno-X Mobility                           | z.t.     |
| 13      | Eugenia Bujak       | Cofidis                                  | z.t.     |
| 14      | Alexis Magner       | Cynisca Cycling                          | z.t.     |
| 15      | Noä Jansen          | Liv AlUla Jayco Women's Continental Team | z.t.     |
| 16      | Ariana Gilabert     | Eneicat-CMTeam                           | + 0'03"  |
| 17      | Nina Berton         | EF Education-Oatly                       | z.t.     |
| 18      | Petra Zsankó        | CERATIZIT Pro Cycling Team               | z.t.     |
| 19      | Magdalene Lind      | Team Coop-Repsol                         | z.t.     |
| 20      | Marit Raaijmakers   | Human Powered Health                     | z.t.     |
|         |                     |                                          |          |
| 45      | Febe Jooris         | UAE Team ADQ                             | + 7'30"  |

Mannen: 1988 · 1989 · 1990 · 1991 · 1992 · 1993 · 1994 · 1995 · 1996 · 1997 · 1998 · 1999 · 2000 · 2001 · 2002 · 2003 · 2004 · 2005 · 2006 · 2007 · 2008 · 2009 · 2010 · 2011 · 2012 · 2013 · 2014 · 2015 · 2016 · 2017 · 2018 · 2019 · 2020 · 2021 · 2022 · 2023 · 2024 · 2025
Vrouwen: 2023 · 2024 · 2025